# Lśniak posłonkowiec
Lśniak posłonkowiec (Adscita geryon) – gatunek motyla z rodziny kraśnikowatych i podrodziny Procridinae. Zamieszkuje Europę i Azję Zachodnią. Zasiedla suche i ciepłe łąki o wapiennym podłożu. Poza Alpami rzadki i lokalny. Imagines latają za dnia, żerując na nektarze gółek. Gąsienice są foliofagami, początkowo minującymi.

## Taksonomia
Gatunek ten opisany został po raz pierwszy w 1813 roku przez Jacoba Hübnera pod nazwą Sphinx geryon. Jako miejsce typowe wskazano Europę. Klasyfikowany był później w podrodzaju nominatywnym rodzaju Procris, który zsynonimizowano z rodzajem Adscita. W obrębie tego ostatniego umieszczany jest w podrodzaju nominatywnym Adscita s.str., a w nim w grupie gatunków geryon wraz z A. capitalis.
W obrębie tego gatunku wyróżnia się cztery podgatunki:
- Adscita geryon acutafibra Verity, 1946
- Adscita geryon chrysocephala (Nickerl, 1845)
- Adscita geryon geryon (Hübner, 1813)
- Adscita geryon orientalis (Alberti, 1938)

## Morfologia

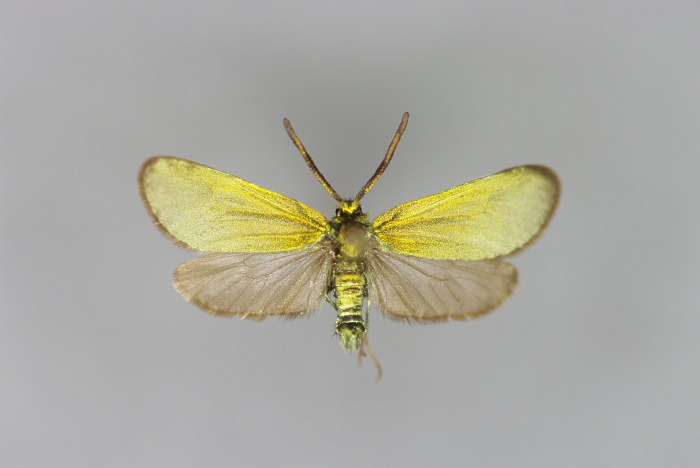
Samiec

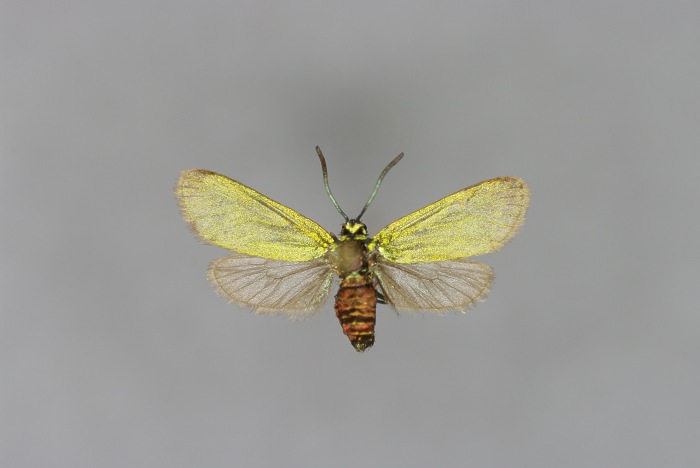
Samica

Motyle o krępej budowy ciele. Samce osiągają od 8 do 10 mm długości przedniego skrzydła i od 19 do 25 mm rozpiętości skrzydeł. Samice osiągają od 7 do 9 mm długości przedniego skrzydła i od 18 do 22 mm rozpiętości skrzydeł. Głowę, tułów i odwłok przedstawiciele gatunku mają metalicznie zielone, oliwkowe lub złocistozielone. Czułki samców są dwugrzebieniaste z lekko zgrubiałymi wierzchołkami, samic zaś niemal nitkowate. Skrzydła przednie u obu płci są trójkątnawe ze stępionymi wierzchołkami. Obie pary skrzydeł są jednobarwne, pozbawione wzoru. Barwa skrzydła przedniego jest z wierzchu ciemnozielona, złocistozielona lub oliwkowa, zawsze z silnym metalicznym połyskiem. Wierzch skrzydła tylnego oraz spody obu par są szare,  brunatnoszare lub czarniawoszare. Genitalia samca mają silnie zesklerotyzowany, wydatny unkus, trójkątną powierzchnię przezroczystą w odsiebnej części walwy, pozbawione są sakulusa, a cierń w wezyce ich edeagusa ma postać pojedynczego, prostego kolca o długości mniejszej niż połowa długości unkusa. Genitalia samicy cechują się wąskim, w całości silnie zesklerotyzowanym przewodem torebki kopulacyjnej.
Gąsienice osiągają do około 12 mm długości ciała. Grzbietem ich ciała biegnie jasnoszara linia podłużna z ciemnymi brzegami, a po jej bokach szerokie linie podłużne białe lub żółtawe, również ostro, ciemno po bokach odgraniczone. Bokami ciała, poniżej poprzednio wymienionych, biegną podłużne pasy rudobrązowe. Oskórek porastają liczne, krótkie, białe włoski.

## Biologia i ekologia
Owad ten zasiedla suche i ciepłe łąki i polany o wapiennym podłożu. W górach dochodzi do piętra alpejskiego, osiągając rzędne 2400 m n.p.m..
Na świat przychodzi jedno pokolenie w ciągu roku. Osobniki dorosłe latają od czerwca do początku sierpnia. Aktywne są za dnia, najchętniej latają w pełnym słońcu. Żerują na nektarze gółek. Zapłodniona samica składa jaja w złożach na spodzie liści rośliny pokarmowej gąsienicy.
Gąsienice klują się od lipca lub sierpnia i stanowią stadium zimujące. Do żerowania przystępują dopiero na wiosnę po przehibernowaniu, zwykle pod koniec kwietnia. Przyjmuje się, że w warunkach naturalnych są monofagami posłonków, zwłaszcza posłonka rozesłanego, z rodziny czystkowatych. W hodowlach żerują także na bodziszkach, w tym na bodziszku czerwonym, a według niektórych źródeł także na babkach i kulnikach z rodziny babkowatych oraz chabrach z rodziny astrowatych.
Gąsienice w początkowych stadiach minują liście (endofoliofagia). Miny ich są stosunkowo duże, nieregularne, plamkowate, o szczeliniastym otworze położonym na stronie bocznej. Zawierają niewiele odchodów lub są zupełnie ich pozbawione. Otwór wejściowy położony jest na spodzie liścia i ma nieregularnie zaokrąglony kształt. Po drugiej wylince gąsienice żyją na roślinie wolno, żerując od zewnątrz i ostatecznie konsumując całość liścia (egzofoliofagi). Przepoczwarczenie ma miejsce wiosną w luźnym, białym oprzędzie. Poczwarki obserwuje się w maju i czerwcu.

## Rozprzestrzenienie i zagrożenie
Gatunek palearktyczny. Znany jest z Portugalii (doniesienie niepewne), Hiszpanii, Andory, Wielkiej Brytanii, Francji, Belgii, Niemiec, Szwajcarii, Liechtensteinu, Austrii, Włoch, Polski, Czech, Słowacji, Węgier, Ukrainy, Mołdawii, Rumunii, Bułgarii, Słowenii, Chorwacji, Bośni i Hercegowiny, Czarnogóry, Serbii, Albanii, Macedonii Północnej, Grecji oraz Turcji.
Motyl jedynie w Alpach miejscami częsty, gdzie indziej rzadki i lokalny. Zagraża mu utrata siedlisk, zarówno poprzez nadmierne zgryzanie przez zwierzęta domowe, jak i poprzez porzucanie pastwisk i ich stopniowe zarastanie wskutek sukcesji. Na „Czerwonej liście zwierząt ginących i zagrożonych w Polsce” umieszczony jest jako gatunek narażony na wymarcie (VU). Z kolei na „Czerwonej liście gatunków zagrożonych Republiki Czeskiej” umieszczony jest jako gatunek zagrożony wymarciem (EN). Znalazł się również na niemieckiej Czerwonej liście w trzeciej kategorii zagrożenia.